# Costanza Zanoletti
Costanza Zanoletti (* 2. Dezember 1980 in Novara) ist eine italienische Skeletonpilotin.
Die Studentin Costanza Zanoletti lebt in Santa Maria Maggiore und gehört seit 2002 dem italienischen Skeleton-Nationalkader an. Sie startet für S.C. Saulze D'Oulx und wird von Hansjörg Raffl trainiert. Zanolettis größter internationaler Erfolg war der fünfte Rang bei den Olympischen Spielen in ihrer italienischen Heimat im Jahr 2006. Dabei konnte sie mehrere der Favoritinnen hinter sich lassen. Im Skeleton-Weltcup, an dem sie seit 2003 teilnimmt, konnte sie bislang noch nie unter die besten Zehn fahren. Bestes Ergebnis war bisher ein zwölfter Platz 2007 in Igls. 2007 erreichte sie mit einem 20. Rang auch ihre beste Platzierung im Gesamtweltcup. Viermal nahm sie seit 2003 an Skeleton-Weltmeisterschaften teil, bestes Ergebnis war ein 15. Platz in Nagano, bei ihrer ersten Teilnahme. Einen Platz besser war Zanoletti 2007 bei ihrer ersten Teilnahme an einer Skeleton-Europameisterschaft in Königssee. Bei den Italienischen Meisterschaften gewann sie 2003 die Bronzemedaille und von 2005 bis 2010 sechs Mal in Folge den Titel.